# Каннан, Равиндран
Равиндран Каннан (там. ரவீந்திரன் கண்ணன்ரவீந்திரன் கண்ணன்; родился 12 марта 1953 года, Мадрас) — индийский учёный, главный научный сотрудник Microsoft Research в Индии, где он руководит исследовательской группой алгоритмов. Он также является первым адъюнктом факультета информатики и автоматизации Индийского научного института. Член НАН США (2025).

## Обучение
Рави Каннан получил степень бакалавра в ИИТ, а звание доктора философии (PhD) в Корнелльском университете.

## Преподавательская деятельность
До прихода в Microsoft он был Уильямом К. Ланманом — младшим профессором информатики и профессором прикладной математики Йельского университета. Он также преподавал в МТИ и Университете Карнеги-Меллон.

## Научные интересы
Его научные интересы включают алгоритмы, теоретические компьютерные науки и дискретную математику, а также оптимизацию. Его работы в основном сосредоточены на эффективных алгоритмах для решения проблем математического (часто геометрического) аромата, который возникает в сфере компьютерных наук. Он работал над алгоритмами целочисленного программирования и геометрии чисел, случайными блужданиями в n-пространстве, рандомизированными (случайными) алгоритмами для линейной алгебры и алгоритмов обучения для выпуклых множеств.
Среди его многочисленных научных достижений, два:
1. Полиномиальный алгоритм для приближения объема выпуклых тел;
2. Алгоритмическая версия для раздела регулярности Семереди (Szemerédi).

## Награды и почетные звания
- Премия Фальксона 1991 года (совместно) - за исследования в дискретной математике в зависимости от объемов выпуклых тел.[5]
- Премия Кнута 2011 года за разработку влиятельных алгоритмических методов, направленных на решение древних вычислительных задач.

В 2017 году стал членом Ассоциации вычислительной техники (Association for Computing Machinery)..
Группа особых интересов АСМ с алгоритмов и теории вычислений (SIGACT) представила в 2011 году свою премию Кнут Рави Каннану для разработки влиятельных алгоритмических методов, направленных на решение древних вычислительных задач..

## Избранные произведения

### Книги
- 2013. "Основы данных наук". (Foundations of Data Science; Джон Гопкрофт).

### Другие издания
- "Clustering in large graphs and matrices," with P. Drineas, A. Frieze, S. Vempala and V. Vinay, "Proceedings of the Symposium on Discrete Algorithms", 1999.
- "A Polynomial-Time Algorithm for learning noisy Linear Threshold functions," with A. Blum, A. Frieze and S. Vempala, "Algorithmica" 22:35-52, 1998.
- "Covering Minima lattice and point free convex bodies," with L. Lovász, "Annals of Mathematics", 128:577-602, 1988.

## Список литературы
1. 1 2 3 4 5  Kannan, Ravindran // Чешская национальная авторитетная база данных
2. ↑  Mathematics Genealogy Project (англ.) — 1997.
3. ↑  «who’s Who in Frontiers in Science and Technology 1985»
4. ↑  National Academy of Sciences Elects Members and International Members - NAS
5. ↑  Distinguished Alumnus Архивная копия от 7 октября 2011 на Wayback Machine
6. ↑  ACM Recognizes New Fellows, Communications of the ACM, 60 (3): 23, March 2017, doi:10.1145/3039921 {{citation}}: Указан более чем один параметр |DOI= and |doi= (справка)
7. ↑  Microsoft Researcher to Receive ACM SIGACT Knuth Prize Архивная копия от 29 апреля 2011 на Wayback Machine